# 말채나무
말채나무는 층층나무과에 속하며 겨울에 잎이 지는 넓은잎 큰키나무이다. 한국·남만주·중국 등지에 분포한다.

## 생태
높이는 10미터 정도이다. 나무껍질은 그물처럼 갈라지며 흑갈색이고 작은 가지에 털이 있으나 점차 없어진다. 잎은 마주나며 넓은 달걀꼴 또는 긴둥근꼴이고 표면에 복모가 약간 있다. 꽃은 6월에 피고 취산꽃차례로 지름은 7~8센티미터이고 꽃자루에는 거센 털이 있다. 열매는 둥글며 9~10월에 흑색으로 익고 씨는 둥글다.

## 사진

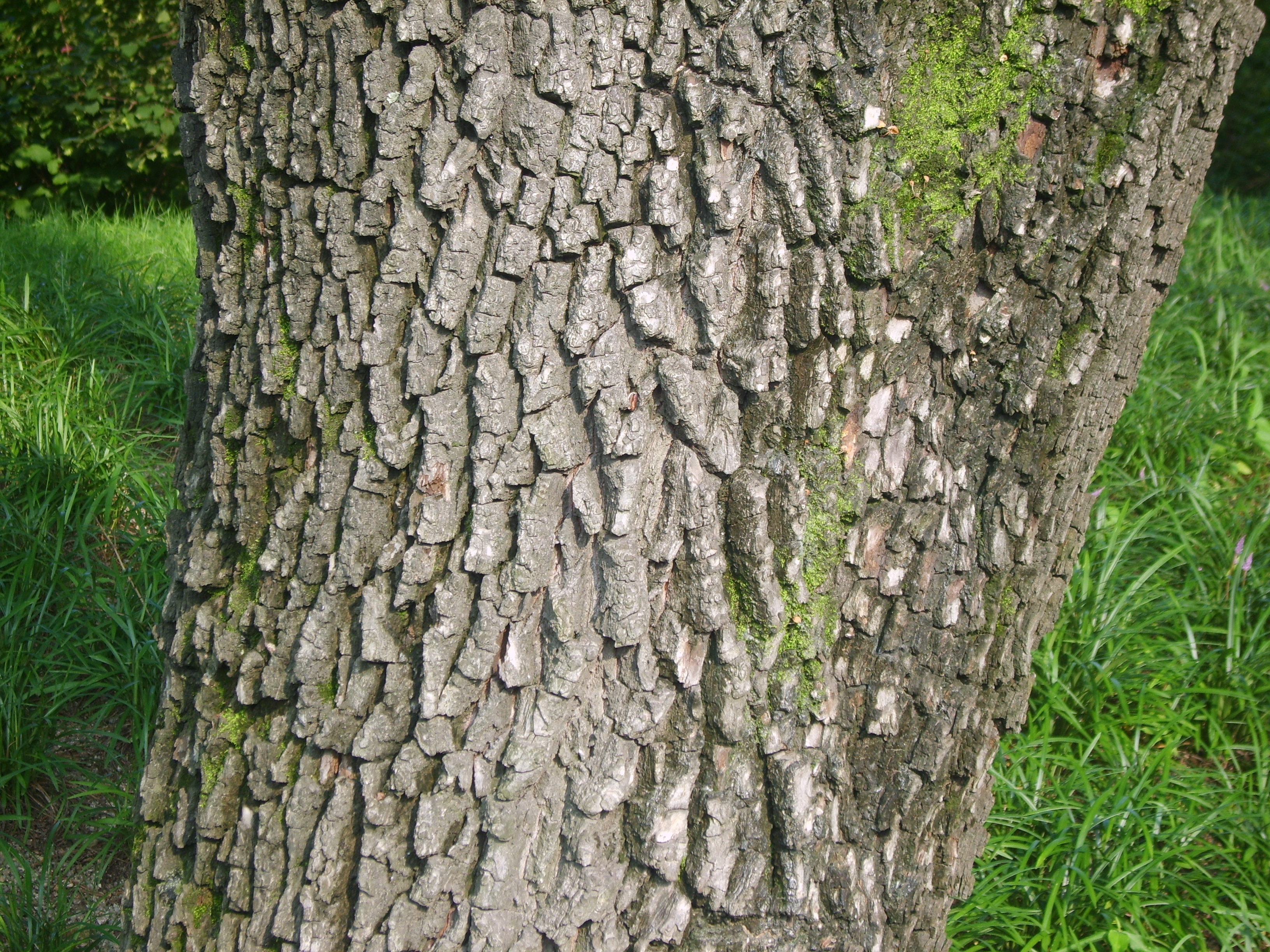
줄기

## 참고 문헌
- 이 문서에는 다음커뮤니케이션(현 카카오)에서 GFDL 또는 CC-SA 라이선스로 배포한 글로벌 세계대백과사전의 내용을 기초로 작성된 글이 포함되어 있습니다.